# Високогірна дорога Ґросґлокнер
Високогірна дорога Ґросґлокнер (нім. Großglockner-Hochalpenstraße) — панорамна дорога в Австрії. Вона з'єднує землі Зальцбург і Каринтія.

## Географія
Дорога Großglockner-Hochalpenstraße проходить на висоті 1953 м над рівнем моря. Вона починається у Фуш-ан-дер-Ґросґлокнерштрассе (805 м над рівнем моря), проходить через перевал Хохтор і, подолавши 47,8 км, фінішує в комуні Хайлігенблут (1301 м). Закінчується у Центрі кайзера Франца Йосифа, з панорамним видом на льодовик Пастерце і гору Ґросґлокнер.
Траса проходить по хребту Високий Тауерн. Максимальний ухил дороги становить 10,2 %. Найвища точка на шляху прямування — перевал Хохор 2504 м.

## Історія
Пропозиція спорудити трасу із 36 крутими поворотами було озвучено в 1924 році, але спочатку до ідеї поставилися скептично: в той час в Італії, Австрії та Німеччини було всього 2 тис. км асфальтованих доріг, 154 тис. автомобілів і 92 тис. мотоциклів. Будівництво почалося тільки завдяки кризі, яка зробила безробітними більше 500 тис. австрійців. Давши роботу понад 3 200 робітникам, уряд вклав в проект величезну суму грошей і вирішив повернути їх, ввівши плату за проїзд по трасі.
Високогірна дорога Ґросґлокнер і сьогодні залишається платною, зате туристи мають можливість побачити масу чудових пейзажів Національного парку Високий Тауерн, найвищу гору Австрії Ґросґлокнер, високогірні луки, ліси і льодовики, відвідати місцеві ресторанчики і спробувати традиційну австрійську кухню.
З 12 січня 2016 року високогірна дорога Ґросґлокнер є кандидатом на включення в список всесвітньої спадщини ЮНЕСКО.

## Час роботи
Дорога відкрита для проїзду з травня по жовтень. Точні терміни відкриття і закриття дороги визначаються виходячи з погодних умов.
- З початку травня до 15 червня: з 6:00 до 20:00
- З 16 червня по 15 вересня: з 5:00 до 21:30
- З 16 вересня до кінця жовтня: з 6:00 до 19:30

## Вартість
З 20 вересня 2015 р вартість проїзду по дорозі наступна:
| Тип квитка | Легкові автомобілі | Електромобілі | Мотоцикли | Вантажівки | Автопоїзда |
| ---------- | ------------------ | ------------- | --------- | ---------- | ---------- |
| Звичайний  | 36,00 €            | 26,00 €       | 26,00 €   | 40,00 €    | 104,00 €   |
| На 30 днів | 56,00 €            | -             | 45,00 €   | -          | -          |

Крім того:
- В'їзд після 18.00 коштує 24,00 € для легкових автомобілів і 17,50 € для мотоциклів.
- Зворотній проїзд по дорозі в той же день безкоштовний.
- Повторний в'їзд протягом календарного року на тому ж транспортному засобі варто 10,00 €